# Église Saint-Martin d'Oradour-Fanais
Pour les articles homonymes, voir Église Saint-Martin.
L'église Saint-Martin est une église catholique située sur la commune d' Oradour-Fanais, dans le département de la Charente, en France.

## Historique
L'édifice est classé au titre des monuments historiques en 1921.